# Sinnott Memorial Observation Station
Pour les articles homonymes, voir Sinnott.
La Sinnott Memorial Observation Station – aussi appelée Sinnott Memorial Building No. 67, Sinnott Memorial Overlook ou simplement Sinnott Memorial – est un bâtiment américain servant de point de vue panoramique sur le Crater Lake à Rim Village, dans le comté de Klamath, dans l'Oregon. Nommé en l'honneur de Nicholas J. Sinnott, cet édifice de style rustique a été construit en 1931 sur des plans de Merel Sager. Protégé au sein du parc national de Crater Lake, il est inscrit au Registre national des lieux historiques depuis le 1er décembre 1988. C'est par ailleurs une propriété contributrice au district historique de Rim Village depuis la création de ce district historique le 18 septembre 1997.